# Dirección General de Educación (ejército de Argentina)

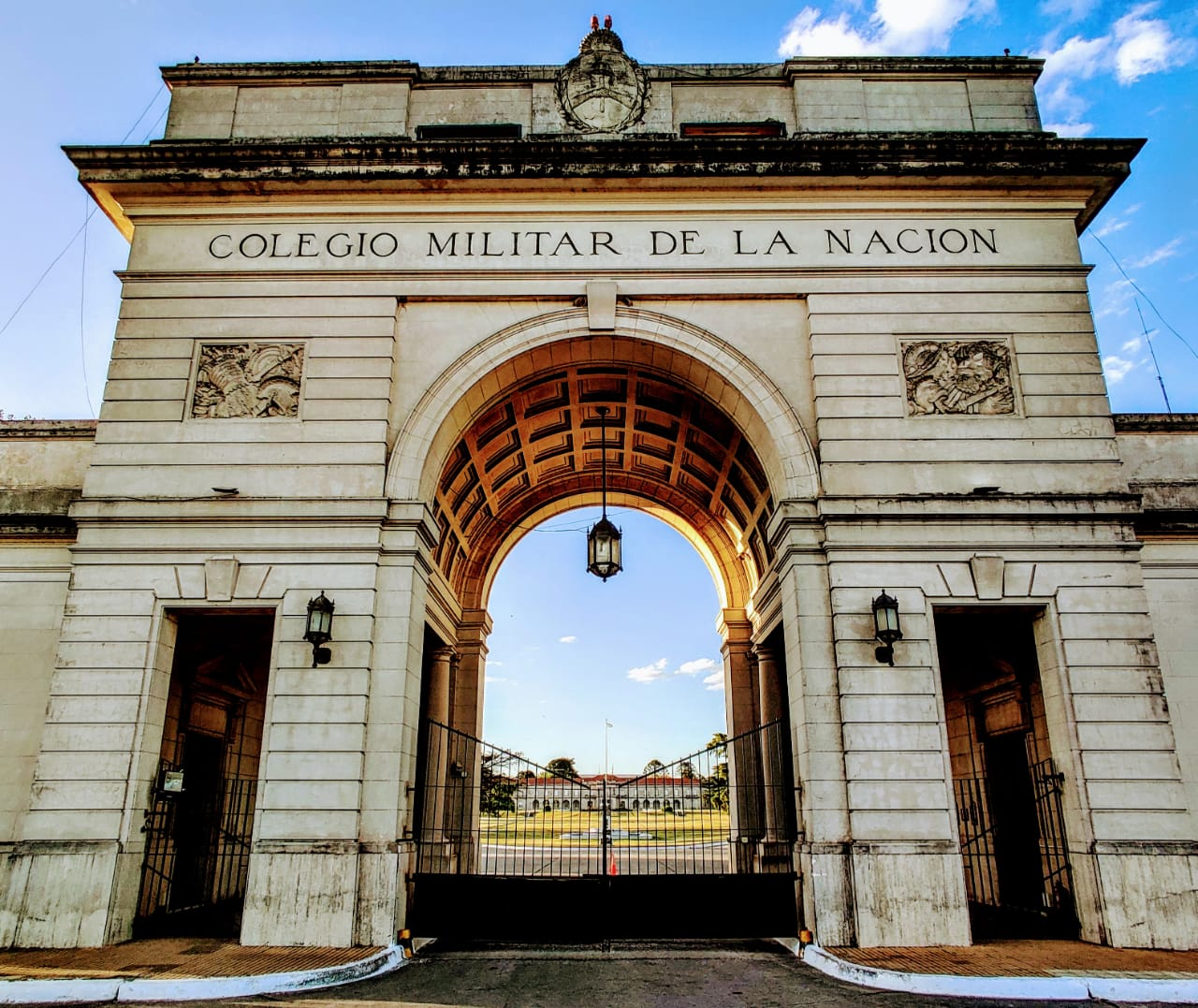
Colegio Militar de la Nación, El Palomar.

La Dirección General de Educación «Teniente General Pablo Riccheri» (DGE) es un organismo superior del Ejército Argentino con asiento de paz en los edificios de la guarnición militar de Campo de Mayo y con dependencia orgánica de la Jefatura del Estado Mayor General del Ejército.
La dirección general fue organizada en 2011 tras suprimir el Comando de Educación y Doctrina una modificación a la estructura orgánico-funcional de conducción superior de las Fuerzas Armadas de la Nación.

## Historia
En 1989, fue creada la Dirección General de Educación e Instrucción del Ejército. En 1997, recibió el nombre histórico «Teniente General Pablo Riccheri». En 2011, pasó a denominarse «Dirección General de Educación».
En 2024 quedó bajo dependencia directa de la Jefatura del Estado Mayor General del Ejército.

## Organización
- Dirección General de Educación «Teniente General Pablo Riccheri» (DGE). Guar Ej Campo de Mayo (BA).

La formación militar para la Defensa Nacional a través de carreras de pregrado, grado y posgrado depende orgánicamente de la Universidad de la Defensa Nacional (UNDEF), que tiene dos facultades que funcionalmente son parte de la Dirección General de Educación.
- Facultad del Ejército «Mayor Francisco Romero» (FE).[nota 1] Asiento: Palermo (CABA).
  - Colegio Militar de la Nación (CMN). Guar Ej Campo de Mayo (El Palomar, BA).[5]
  - Escuela de Suboficiales del Ejército «Sargento Cabral»[nota 2] (ESESC). Guar Ej Campo de Mayo (BA).
  - Escuela Superior de Guerra «Teniente General Luis María Campos» (ESG). Asiento: Palermo (CABA).
- Facultad de Ingeniería del Ejército «General de División Manuel Nicolás Savio» (FIE).[nota 3] Asiento: Palermo (CABA).
- Dirección de Educación Preuniversitaria del Ejército (DEP). Asiento: Palermo (CABA).
  - Liceo Militar General San Martín (LMGSM). Asiento: Villa Ballester (BA).
  - Liceo Militar General Espejo (LMGE). Guar Ej Mendoza (MZ).
  - Liceo Militar General Paz (LMGP). Guar Ej Córdoba (ciudad de Córdoba, CD).[6]
  - Liceo Militar General Roca (LMGR). Guar Ej Comodoro Rivadavia (CT).
  - Liceo Militar General Gregorio Aráoz de Lamadrid (LMGAL). Asiento: San Miguel de Tucumán (TU).
  - Liceo Militar General Belgrano (LMGB). Guar Ej Santa Fe (SF).
  - Instituto Social Militar «Doctor Dámaso Centeno» (ISMDDC). Asiento: Caballito (CABA). Tiene el «Anexo General San Martín» en Palermo (CABA).
- Dirección de Educación a Distancia y Aprendizaje Autónomo (DEADIA). Asiento: Palermo (CABA).
  - Escuela de Idiomas del Ejército (Ec Idiomas Ej). Asiento: Palermo (CABA).
  - Escuela de Informática del Ejército (Ec Infor Ej). Asiento: Palermo (CABA).
  - Servicio de Educación a Distancia al Exterior (SEADE). Asiento: Palermo (CABA).
  - Servicio Abierto de Nivel Medio (SANM). Asiento: Asiento: Palermo (CABA).
- Dirección de Educación Operacional[7] (DEOP). Guar Ej Campo de Mayo (BA).
  - Escuela de Infantería «Teniente General Pedro Eugenio Aramburu» (Ec I). Guar Ej Campo de Mayo (BA).
  - Escuela de Caballería «General de División Isaac de Oliveira Cezar» (Ec C). Guar Ej Campo de Mayo (BA).
  - Escuela de Artillería «Teniente General Eduardo Lonardi» (Ec A). Guar Ej Campo de Mayo (BA).
  - Escuela de Ingenieros «Teniente General Juan José Valle» (Ec Ing). Guar Ej Campo de Mayo (BA).
  - Escuela de Comunicaciones «Teniente General Julio Alberto Lagos» (Ec Com). Guar Ej Campo de Mayo (BA).
  - Escuela Militar de Montaña «Teniente General Juan Domingo Perón» (Ec Mil M). Guar Ej Bariloche (RN).
  - Escuela Militar de Monte «Comandante Andrés Guacurarí y Artigas» (Ec Mil Mte). Guar Ej Iguazú (MI).
  - Escuela Militar de Tropas Montadas (Ec Mil Tpa(s) Mont(s)). Guar Ej Campo de Mayo (BA).
  - Escuela de Tropas Aerotransportadas y Tropas de Operaciones Especiales «Capitán Héctor Cáceres» (Ec Tpa(s) Aerot(s) TOE o ETA y TOE). Guar Ej Córdoba (camino a La Calera, CD).
  - Escuela de Aviación del Ejército «Coronel Arenales Uriburu» (Ec Av Ej). Guar Ej Campo de Mayo (BA).
  - Centro de Entrenamiento de Desminado Humanitario (CEDH). Guar Ej Campo de Mayo (BA).
  - Sección de Educación de Inteligencia de Combate (SEIC). Guar Ej Campo de Mayo (BA).
  - Escuela de Especialidades «General Lemos» (EEGL). Guar Ej Campo de Mayo (BA).
  - Centro de Educación Operacional «Campo de Mayo» (CEO Campo de Mayo). Guar Ej Campo de Mayo (BA).
  - División Escuela de Capacitación Anfibia (dependencia funcional del B Ing Anf 121) (Dv Cap Anf/B Ing Anf 121). Guar Ej Santo Tomé (SF).
  - División Escuela de Artillería Antiaérea (dependencia funcional de la Agr AA E 601-Ec) (Dv Ec AA/Agr AA E 601-Ec). Guar Ej Mar del Plata (Camet, BA).
  - División Escuela de Cazadores Patagónicos (dependencia funcional del Cdo Br Mec IX) (Dv Ec Caz Pat/Cdo Br Mec IX). Guar Ej Comodoro Rivadavia (CT).
- Dirección de Asuntos Históricos del Ejército (DAHE). Asiento: San Telmo (CABA).
  - Museo Histórico del Ejército.
  - Servicio Histórico del Ejército.
- Instituto Argentino de Historia Militar (IAHM). Asiento: Palermo (CABA).

## Dirección de Educación Operacional
La Dirección de Educación Operacional (DEOP), organismo con dependencia directa de la Dirección General de Educación, es el organismo responsable de la instrucción en el Ejército. Fue creado en 2018 sustituyendo a la Escuela de las Armas (Ec  Arm(s)), estructura que quedó disuelta.